# Джураев, Абдурахман
Абдурахман Джураев — советский хозяйственный, государственный и политический деятель, Герой Социалистического Труда.

## Биография
Родился в 1918 году. Член КПСС.
С 1930 года — на хозяйственной, общественной и политической работе. В 1930—1980 гг. — батрак, колхозник, звеньевой, бригадир колхоза имени XXII партсъезда Наманганского района Наманганской области.
Указом Президиума Верховного Совета СССР от 10 декабря 1973 года присвоено звание Героя Социалистического Труда с вручением ордена Ленина и золотой медали «Серп и Молот».
Делегат XXV съезда КПСС.
Умер после 1980 года.